# Phytobia waltoni
Phytobia waltoni är en tvåvingeart som först beskrevs av Malloch 1913.  Phytobia waltoni ingår i släktet Phytobia och familjen minerarflugor. Inga underarter finns listade i Catalogue of Life.